# Xenia novaebritanniae
Xenia novaebritanniae is een zachte koraalsoort uit de familie Xeniidae. De koraalsoort komt uit het geslacht Xenia. Xenia novaebritanniae werd in 1900 voor het eerst wetenschappelijk beschreven door Ashworth. 